# FOLLOWMi 鄭秀文世界巡迴演唱會
#FOLLOWMi 鄭秀文世界巡迴演唱會香港站，是香港女歌手鄭秀文第十次於紅館舉行的個人售票演唱會。主辦機構為東亞娛樂有限公司、寰亞娛樂有限公司，由AXA 安盛主題贊助。
是次演唱會在2019年7月12日於香港開跑，在香港舉行十三場，其中7月24日場次（第十一場）為其總數第100場紅館個人演唱會。演唱會雖然命名為「世界巡迴演唱會」，惟因2019冠狀病毒病疫情而未能舉辦香港以外場次。
此外，隨着第10場及第9場嘉賓李玟及吳少芳已分別於2023年7月5日及2021年4月12日逝世，是次演唱會也成為前者生命中最後一次於紅館嘉賓演出及後者生命中唯一一次紅館嘉賓演出。

## 簡介
#FOLLOWMi 鄭秀文世界巡迴演唱會香港站2019是鄭秀文第十次於紅磡香港體育館舉行的個人演唱會，主題曲為《我們都是這樣長大的》。演唱會首站於香港舉行，日期為 2019年7月12日－16日、18－21日、23－24日、26－27日（共十三場）。為響應環保，是次演唱會捨去過往演唱會慣例，不再派發充氣棒，改為利用手機應用程式，由大會控制程式顯示不同顏色及圖像，以模擬一般螢光棒的效果。
是次演唱會的影音產品錄影日期為2019年7月16、24、26及27日，聲音收錄日期為2019年7月16、24及27日。錄像產品內容詳見下方。

### 開場時間
2019年7月12日－16日、18－21日、23－24日、26－27日 晚上8:15

## 製作
鄭秀文表示是次香港站演出在製作上比起以往演唱會形式較突破，除了衣服配合每一部份主題，不像以往每天換不同款式衣服外，更選用新鮮的方法把意念帶給觀眾，並在演出前已說明希望跟一些藝術團體合作。是次鄭秀文以七位數字港幣邀請了綠葉劇團共同演出其中兩個環節，希望把商業和藝術融合。除此之外，Sammi更刻意選取部分冷門歌及刻意減少快歌環節，務求打破從前演唱會系列的既有框架，她說：「今次無論燈光、重新編曲、選曲、衣服、rundown（歌單）、舞台設計、舞蹈、擺放的音樂類型和邀請合作的歌手，甚至encore（安可）方式都有些新的格式。」演唱會更破格打造一個T形舞台，原意是團隊們希望帶給觀眾新的感覺，打破從前大量舞台機關的風格。

## 慈善
鄭秀文將是次香港站最後兩場（7月26及27日）的歌酬全數分別捐予給「靈實恩光成長中心」、「無國界醫生」及「世界宣明會」三個不同機構作慈善用途，她指：「我希望今次演唱會更有意義，決定將最後兩場嘅歌酬捐出，我都驚體力應付唔到13場，但諗到做慈善，就多咗信心做。」

## 發售

### 流程
演唱會票價分別為港幣$980、$680和$380。
演唱會第一至第十一場於2019年4月4日至8日作渣打銀行信用卡優先預訂，首日預訂一小時內爆滿。4月8日舉行演唱會發佈會，及宣佈加開26至27日兩場，並全數捐出兩場歌酬予慈善機構。演唱會所有場次於2019年4月9日在城市售票網公開發售，並設有以下限制：不設售票處售票，只設網上、流動應用程式及信⽤卡電話訂購，並實施「延後取票」，公開發售首日限購最多4張門票，所有門票於發售當日全數售罄。

## 演出場次
| 日期          | 城市 | 國家/地區 | 場地           | 固定嘉賓        | 嘉賓           | 附註                            |
| ------------- | ---- | --------- | -------------- | --------------- | -------------- | ------------------------------- |
| 2019年7月12日 | 香港 | 香港      | 紅磡香港體育館 | 鐵樹蘭、SHIMICA | 鄭欣宜、薛凱琪 | T型四面台                       |
| 2019年7月13日 | 香港 | 香港      | 紅磡香港體育館 | 鐵樹蘭、SHIMICA | 李蕙敏         | T型四面台                       |
| 2019年7月14日 | 香港 | 香港      | 紅磡香港體育館 | 鐵樹蘭、SHIMICA | 葉蒨文         | T型四面台                       |
| 2019年7月15日 | 香港 | 香港      | 紅磡香港體育館 | 鐵樹蘭、SHIMICA | 梁詠琪         | T型四面台                       |
| 2019年7月16日 | 香港 | 香港      | 紅磡香港體育館 | 鐵樹蘭、SHIMICA | 謝安琪         | T型四面台                       |
| 2019年7月18日 | 香港 | 香港      | 紅磡香港體育館 | 鐵樹蘭、SHIMICA | 鄭融           | T型四面台                       |
| 2019年7月19日 | 香港 | 香港      | 紅磡香港體育館 | 鐵樹蘭、SHIMICA | 盧巧音         | T型四面台                       |
| 2019年7月20日 | 香港 | 香港      | 紅磡香港體育館 | 鐵樹蘭、SHIMICA | MIRROR         | T型四面台                       |
| 2019年7月21日 | 香港 | 香港      | 紅磡香港體育館 | 鐵樹蘭、SHIMICA | 李玟           | T型四面台                       |
| 2019年7月23日 | 香港 | 香港      | 紅磡香港體育館 | 鐵樹蘭、SHIMICA | 吳少芳         | T型四面台                       |
| 2019年7月24日 | 香港 | 香港      | 紅磡香港體育館 | 鐵樹蘭、SHIMICA | 莫文蔚         | 第100場紅館個人演唱會 T型四面台 |
| 2019年7月26日 | 香港 | 香港      | 紅磡香港體育館 | 鐵樹蘭、SHIMICA | 陳慧琳         | 加場、慈善場 T型四面台          |
| 2019年7月27日 | 香港 | 香港      | 紅磡香港體育館 | 鐵樹蘭、SHIMICA | 古天樂、王嘉爾 | 加場、慈善場 T型四面台          |

## 表演曲目

### 香港站
| Part 1 1. 終身美麗 Part 2 1. 裸體早餐 2. 不要 / 顔色...氣味 3. 十誡 Part 3 1. 傷 2. 世界之最（你願意） 3. 宿命主義 Part 4 過場影片（音樂：跳傘） 1. 跳傘 2. 不要驚動愛情 3. 千年如一日 4. 嘉賓環節 5. 嘉賓環節 Part 5 1. 男仕今天你很好 2. 叮噹 3. Power of Love （與鐵樹蘭合唱） 4. 煞科 (與鐵樹蘭合唱) Part 6 CG微電影（樂隊伴奏：Creo en Mi） 1. 浮雕 2. 衝過去 3. Creo en Mi （尾場 featuring 王嘉爾） 4. 信者得愛 （featuring Shimica） 5. 嘉賓環節 2 （僅尾場） | 安可 1. Mi Medley: 1. 最後一次 2. 理想對象 3. 不拖不欠 4. 如何掉眼淚 5. 如果你有事 6. 親密關係 2. 上帝早已預備 （首場與薛凱琪合唱） 3. 我們都是這樣長大的 第二安可 1. Power Dance 2. 螢光粉紅 （尾場在此曲伴奏下邀請團隊上台大合照作結） |

嘉賓環節：
- 2019年7月12日，鄭秀文與鄭欣宜合唱《默契》和《女神》
- 2019年7月13日，鄭秀文與李蕙敏合唱《默契》；李蕙敏演唱《活得比你好》
- 2019年7月14日，鄭秀文與葉蒨文合唱《談情說愛》；葉蒨文演唱《憑著愛》
- 2019年7月15日，鄭秀文與梁詠琪合唱《落錯車》；梁詠琪演唱《熱愛島》
- 2019年7月16日，鄭秀文與謝安琪合唱《默契》；謝安琪演唱《囍帖街》
- 2019年7月18日，鄭秀文與鄭融合唱《紅綠燈》；鄭融演唱《回來我身邊》
- 2019年7月19日，鄭秀文與盧巧音合唱《喜歡戀愛》；盧巧音演唱《好心分手》
- 2019年7月20日，鄭秀文與MIRROR合唱《默契》；MIRROR演唱《Medley : ASAP/Chotto 等等/火熱動感 La La La》
- 2019年7月21日，鄭秀文與李玟合唱《給最傷心的人/我依然是你的情人》；李玟演唱《斷了》
- 2019年7月23日，鄭秀文與吳少芳合唱《默契》；吳少芳演唱《Why Me》
- 2019年7月24日，鄭秀文與莫文蔚合唱《忽然之間》；莫文蔚演唱《如果沒有你》
- 2019年7月26日，鄭秀文與陳慧琳合唱《誰願放手》；陳慧琳演唱《大日子》
- 2019年7月27日，鄭秀文與古天樂合唱《默契》；古天樂演唱《男朋友》

嘉賓環節 2：
- 2019年7月27日，王嘉爾演唱《Papillon》

## 演唱會紀念品
於演唱會場外，每日均設有攤位販售以下紀念品：

1. FOLLOWMi White Tee (Size M/S/L)

2. FOLLOWMi Black Tee (Size M/S/L)

3. FOLLOWMi 水樽

4. FOLLOWMi 卡套

5. FOLLOWMi 毛巾

6. FOLLOWMi Phone Holder

7. FOLLOWMi 環保袋

8. 我們都是這樣長大的 (專輯)

## 影音系列
| 數位、藍光、4K UHD藍光版本 | 數位、藍光、4K UHD藍光版本                                           |
| 曲序                       | 曲目                                                                 |
| -------------------------- | -------------------------------------------------------------------- |
| 1.                         | 終身美麗                                                             |
| 2.                         | 裸體早餐                                                             |
| 3.                         | 不要 + 顏色…氣味                                                     |
| 4.                         | 十誡                                                                 |
| 5.                         | 傷                                                                   |
| 6.                         | 世界之最（你願意）                                                   |
| 7.                         | 宿命主義                                                             |
| 8.                         | 跳傘                                                                 |
| 9.                         | 不要驚動愛情                                                         |
| 10.                        | 千年如一日                                                           |
| 11.                        | 默契（古天樂合唱）                                                   |
| 12.                        | 男仕今天你很好                                                       |
| 13.                        | 叮噹                                                                 |
| 14.                        | Power of Love（鐵樹蘭合唱）                                          |
| 15.                        | 煞科（鐵樹蘭合唱）                                                   |
| 16.                        | 浮雕                                                                 |
| 17.                        | 衝過去                                                               |
| 18.                        | Creo en Mi（Jackson Wang合唱）                                       |
| 19.                        | 信者得愛（SHIMICA合唱）                                              |
| 20.                        | Mi Medley: 最後一次/理想對象/不拖不欠/如何掉眼淚/如果你有事/親密關係 |
| 21.                        | 上帝早已預備                                                         |
| 22.                        | 我們都是這樣長大的                                                   |
| 23.                        | Power Dance                                                          |
| 24.                        | 螢光粉紅                                                             |

| CD/DVD版本 — Disc 1 | CD/DVD版本 — Disc 1 |
| 曲序                | 曲目                |
| ------------------- | ------------------- |
| 1.                  | 終身美麗            |
| 2.                  | 裸體早餐            |
| 3.                  | 不要 + 顏色…氣味    |
| 4.                  | 十誡                |
| 5.                  | 傷                  |
| 6.                  | 世界之最（你願意）  |
| 7.                  | 宿命主義            |
| 8.                  | 跳傘                |
| 9.                  | 不要驚動愛情        |
| 10.                 | 千年如一日          |
| 11.                 | 默契（古天樂合唱）  |

| CD/DVD版本 — Disc 2 | CD/DVD版本 — Disc 2                                                  |
| 曲序                | 曲目                                                                 |
| ------------------- | -------------------------------------------------------------------- |
| 1.                  | 男仕今天你很好                                                       |
| 2.                  | 叮噹                                                                 |
| 3.                  | Power of Love（鐵樹蘭合唱）                                          |
| 4.                  | 煞科（鐵樹蘭合唱）                                                   |
| 5.                  | 浮雕                                                                 |
| 6.                  | 衝過去                                                               |
| 7.                  | Creo en Mi（Jackson Wang合唱）                                       |
| 8.                  | 信者得愛（SHIMICA合唱）                                              |
| 9.                  | Mi Medley: 最後一次/理想對象/不拖不欠/如何掉眼淚/如果你有事/親密關係 |
| 10.                 | 上帝早已預備                                                         |
| 11.                 | 我們都是這樣長大的                                                   |
| 12.                 | Power Dance                                                          |
| 13.                 | 螢光粉紅                                                             |
| 14.                 | 如何忍眼淚（studio version; CD版本Bonus Track）                      |

## 影音銷量榜成績
香港：
- 香港唱片商會銷量榜：1
- 香港唱片商會銷量榜影音榜：1 (上榜45週，冠軍：2019年第51-52週，2020年第1-5、8、10週)
- Sky Music 天空銷量榜：1
- CD Warehouse 銷量榜：1
- YesAsia華語音樂銷售榜2019——十大華語演唱會：4 [11]
- YesAsia華語音樂銷售榜2020——十大華語演唱會：1
- YesAsia華語音樂銷售榜2021——十大華語演唱會：4

台灣：
- 五大唱片銷量排行：1

### 腳註
1. ↑  .   [2020-09-25]. （原始内容存档于2019-08-29）.
2. ↑  .   [2019-08-29]. （原始内容存档于2019-08-29）.
3. ↑  [www.mpweekly.com/entertainment/focus/local/20190719-163160/amp ] 请检查|url=值 (帮助).
4. ↑  .   [2020-05-29]. （原始内容存档于2020-09-04）.
5. ↑  .   [2020-09-25]. （原始内容存档于2019-05-25）.
6. ↑  .   [2020-09-25]. （原始内容存档于2019-12-20）.
7. ↑  .   [2020-09-25]. （原始内容存档于2019-12-20）.
8. ↑  .   [2020-09-25]. （原始内容存档于2020-06-03）.
9. ↑  .   [2020-09-25]. （原始内容存档于2020-06-03）.
10. ↑  .   [2020-01-27]. （原始内容存档于2020-01-27）.